# Paisagem sonora
Paisagem sonora é um conceito com origem na palavra inglesa "soundscape" e que se caracteriza pelo estudo e análise do universo sonoro que nos rodeia. Uma paisagem sonora é composta pelos diferentes sons que compõe um determinado ambiente, sejam esses sons de origem natural, humana, industrial ou tecnológica. O estudo de paisagens sonoras enquadra-se no âmbito da Ecologia Acústica.
O conceito teve origem e definiu-se por meio do grupo de trabalho dirigido por R. Murray Schafer (músico, compositor, ambientalista, professor e investigador).
Em 1969, R. Murray Shafer fundou em conjunto com outros investigadores, como Barry Truax e Hildegard Westerkamp, o World Soundscape Project. Depois, em 1993, R. Murray Shafer fundou uma organização internacional chamada de World Forum for Acoustic Ecology.
Estes grupos foram responsáveis pela publicação de alguns dos documentos mais relevantes relativos ao estudo de Paisagens Sonoras e Ecologia Acústica. 
Livros como "Soundscape" e "The Tuning of the World", de Shafer, ajudaram a desenvolver um sentido crítico, analítico e atento relativamente ao ambiente sónico que nos rodeia, assim como às suas sucessivas modificações no decorrer da história, principalmente à medida que as civilizações se desenvolviam industrial e tecnologicamente.

## Paisagens sonoras em Portugal

### Porto Sonoro
Trabalho desenvolvido em torno do património sonoro do Centro Histórico do Porto. Como património sonoro entende-se todo o tipo de evento sonoro que caracterize e descreva claramente o Centro Histórico do Porto, nomeadamente o som envolvente (o som das ruas e espaços públicos), marcos sonoros específicos (o sino de uma determinada igreja, por exemplo), elementos musicais localizados (preservação da ligação de um evento musical a um espaço específico), fonética e fonologia (identificação e significado de pronúncias e frases características).
A recolha deste patrimônio é feita com equipamento especializado para gravações de campo, sendo depois catalogada, ordenada e disponibilizada para vários projetos de cariz musical ou sociológico.

### Cinco cidades
Cinco Cidades é um projecto inter-disciplinar que documenta a cultura e sons de cinco cidades portuguesas e latinas. 

## Paisagens sonoras em Brasil
No Brasil, não existem diretrizes normatizadas pela ABNT para a avaliação da paisagem sonora, apesar de que a avaliação da qualidade acústica de espaços abertos pode ser feita com base nas diretrizes da ABNT NBR 10.151.
Em relação aos sons percebidos, diversos trabalhos acadêmicos procuram analisar a paisagem sonora de localidades brasileiras, como é o caso dos trabalhos em Brasília (DF),  Aracaju (Sergipe), no Parque Zoobotânico do Museu Paraense Emílio Goeldi, Belém - Brasil, Curitiba, Maceió (Alagoas) e Porto Alegre (RS).